# 工人党 (阿根廷)
工人党（西班牙語：Partido Obrero，缩写为PO）是阿根廷的一个托洛茨基主义政党。该党成立于1964年3月，当时取名为工人政策；1983年，改用现名。该党的总部设在布宜诺斯艾利斯。该党是工人左翼阵线—团结的成员。1982年起，该党出版周报《工人出版物》。